# Kananginak Pootoogook
Pour les articles homonymes, voir Pootoogook.
 (avril 2025).
La mise en forme du texte ne suit pas les recommandations de Wikipédia : il faut le « wikifier ».
Les points d'amélioration suivants sont les cas les plus fréquents :
- Les titres sont pré-formatés par le logiciel. Ils ne sont ni en capitales, ni en gras.
- Le texte ne doit pas être écrit en capitales (les noms de famille non plus), ni en gras, ni en italique, ni en « petit »…
- Le gras n'est utilisé que pour surligner le titre de l'article dans l'introduction, une seule fois.
- L'italique est rarement utilisé : mots en langue étrangère, titres d'œuvres, noms de bateaux, etc.
- Les citations ne sont pas en italique mais en corps de texte normal. Elles sont entourées par des guillemets français : « et ».
- Les listes à puces sont à éviter, des paragraphes rédigés étant largement préférés. Les tableaux sont à réserver à la présentation de données structurées (résultats, etc.).
- Les appels de note de bas de page (petits chiffres en exposant, introduits par l'outil «  Source ») sont à placer entre la fin de phrase et le point final[comme ça].
- Les liens internes (vers d'autres articles de Wikipédia) sont à choisir avec parcimonie. Créez des liens vers des articles approfondissant le sujet. Les termes génériques sans rapport avec le sujet sont à éviter, ainsi que les répétitions de liens vers un même terme.
- Les liens externes sont à placer uniquement dans une section « Liens externes », à la fin de l'article. Ces liens sont à choisir avec parcimonie suivant les règles définies. Si un lien sert de source à l'article, son insertion dans le texte est à faire par les notes de bas de page.
- La présentation des références doit suivre les conventions bibliographiques. Il est recommandé d'utiliser les modèles {{Ouvrage}}, {{Chapitre}}, {{Article}}, {{Lien web}} et/ou {{Bibliographie}}. Le mode d'édition visuel peut mettre en forme automatiquement les références.
- Insérer une infobox (cadre d'informations à droite) n'est pas obligatoire pour parachever la mise en page.

Pour une aide détaillée, merci de consulter Aide:Wikification.
Si vous pensez que ces points ont été résolus, vous pouvez retirer ce bandeau et améliorer la mise en forme d'un autre article.
 (avril 2025).
 (avril 2025).
Le contenu est difficilement compréhensible vu les erreurs de traduction, qui sont peut-être dues à l'utilisation d'un logiciel de traduction automatique.
Kananginak Pootoogook (Inuktitut: ᑲᓇᒋᓇ ᐳᑐᒍᑭ)(1er janvier 1935 – 23 novembre 2010)était un artiste Inuit canadien, principalement connu pour ses gravures, ses estampes et ses sculptures.Il est considéré comme l'un des artistes Inuits les plus influents pour sa contribution à l'art de l'estampe Inuit. Pootoogook était membre de la West Baffin Eskimo Co-operative (WBEC), une organisation qui a joué un rôle crucial dans la promotion de l'art Inuit. Ses œuvres abordent souvent la faune de l'Arctique et la culture traditionnelle Inuit qui reflétant le monde naturel et les changements sociopolitiques.

## Biographie
Kananginak Pootoogook est né le 1er janvier 1935 à Ikerasak, un camp Inuit près de Cape Dorset, Nunavut. Il a grandi dans une famille traditionnelle Inuit, apprenant dès son jeune âge la chasse et le piégeage. Pootoogook s'installe à Cape Dorset en 1957, marquant un tournant majeur dans sa vie, il s'implique dans les premiers efforts pour établir une tradition artistique visuelle chez les Inuits. Pootoogook commence à dessiner et à graver à la fin des années 1950 et devient rapidement membre de la West Baffin Eskimo Co-operative (WBEC), fondée en 1959.
Kananginak est mort le 23 novembre 2010 à l'âge de 75 ans. Il est mort à Ottawa après une complication liée à une chirurgie pour un cancer du poumon.

## Carrière artistique
Kananginak Pootoogook était un artiste spécialisé dans la gravure et la sculpture. Il utilisait des techniques comme la gravure sur linoléum, la sculpture sur pierre et les impressions. Il a travaillé sur les gravures sur cuivre et les lithographies. Les thèmes principaux exploré par l'artiste son a faune de l'Arctique, en particulier les oiseaux, et la culture traditionnelle Inuit.

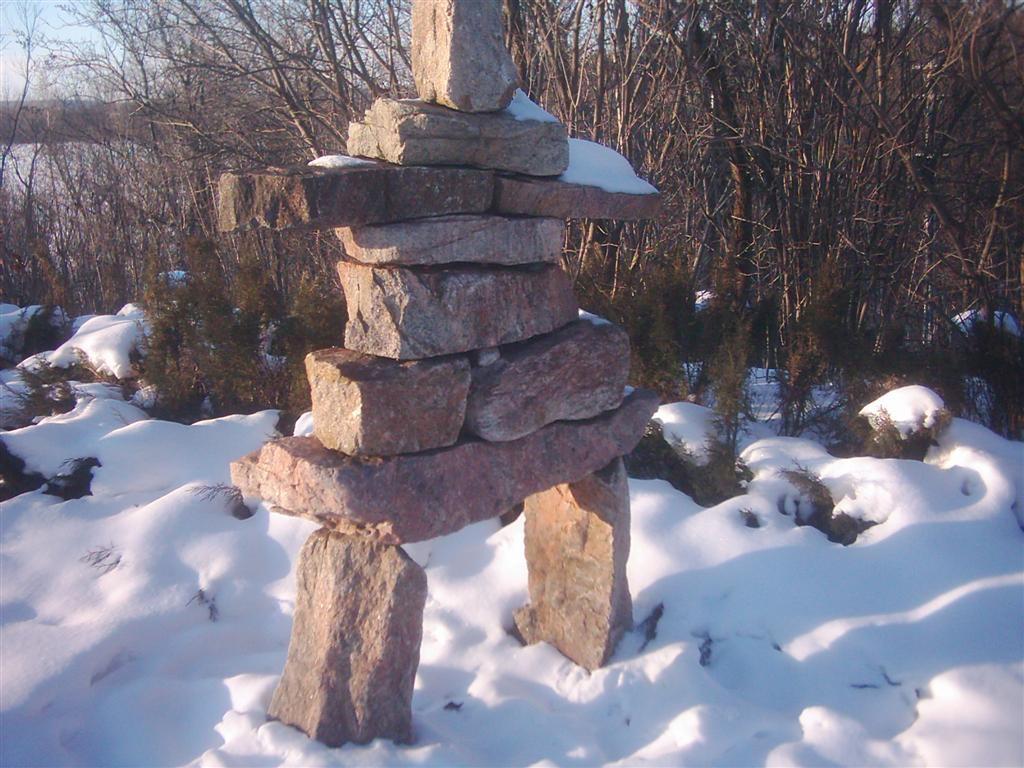
Inukshuk à Rideau Hall par Kananginak Pootoogook

Pootoogook a fait partie de la coopérative d'artistes inuit qui a été pour la diffusion de l'art Inuit et pour donnée une plateforme à des artistes Inuit. Il est même devenu président du WBEC. Pootoogook a également joué un rôle clé dans le développement de l'estampe Inuit, utilisant son art pour explorer des thèmes liés à la mode de vie traditionnel Inuk. Il était élu membre de la Royal Canadian Academy of Arts, reconnaissant pour son influence et son importance dans le monde de l'art canadien.

## Expositions et événements notables
Expositions solo :
- 2017: Biennale de Venise, Arsenale, Venise, Italie, où Pootoogook fut le premier artiste inuit à participer à cet événement prestigieux[3].
- 2010: "Kananginak Pootoogook Drawings" à Feheley Fine Arts, Toronto, Ontario.
- 2008: "Kananginak: Dessins" à la Canadian Guild of Crafts, Montréal, Québec.
- 2008: "Kananginak: Estampes" à Robertson Galleries, Ottawa, Ontario.
- 1993: "Drawings by Kananginak Pootoogook" à la Albers Gallery, San Francisco, Californie[15].

Expositions collectives:
- 1959: Dorset Fine Arts a organisé une série d'expositions collectives dédiées aux artistes de Cape Dorset[16].

Autres événements notables:
- 1997: Commandé par le gouverneur général du Canada pour sculpter un inuksuk pour Rideau Hall, Ottawa, Ontario[17].
- 2017: Ses œuvres ont été présentées à la Biennale de Venise, faisant de lui le premier artiste inuit inclus dans cette exposition internationale prestigieuse[3].
- 2010: Pootoogook a reçu le National Aboriginal Achievement Award pour ses contributions dans le domaine des arts.[18]

## Distinctions
Kananginak Pootoogook a été élu membre de l’Académie royale des arts du Canada, une reconnaissance pour son impact et contribution à l’art inuit et au domaine artistique canadien.
En 2010, il a reçu le Prix du mérite autochtone dans la catégorie Art de la Fondation du mérite autochtone national dans la category de '' National Aboriginal achievement Foundation''.

## References
1. ↑  Katilvik. "Kananginak Pootoogook, R.C.A." Katilvik. Accédé le 16 février 2025. https://katilvik.com/browse/artists/892-kananginak-pootoogook-rca/#:~:text=Kananginak%20Pootoogook%20was%20a%20sculptor,the%20camp%2C%20and%20Sarah%20Ningeokuluk
2. ↑  Invaluable. "Kananginak Pootoogook." Invaluable. Accédé le 16 février 2025. https://www.invaluable.com/artist/pootoogook-kananginak-s7im0p1dqg/#ARTIST_DETAIL_INFO
3. 1 2 3  Inuit Art Foundation. "Kananginak Pootoogook." Inuit Art Foundation. Accédé le 16 février 2025. https://www.inuitartfoundation.org/profiles/artist/Kananginak-Pootoogook
4. ↑  Swinton, George. "Kananginak Pootoogook." L'Encyclopédie canadienne. Publié le 3 avril 2012. Accédé le 16 février 2025 https://www.thecanadianencyclopedia.ca/en/article/kananginak-pootoogook
5. ↑  CBC News. "L'artiste inuit Kananginak Pootoogook décède." Accédé le 16 février 2025. https://www.cbc.ca/news/canada/north/inuit-artist-kananginak-pootoogook-dies-1.884459
6. ↑  Dorset Fine Arts. "Kananginak Pootoogook." Accédé le 16 février 2025. https://www.dorsetfinearts.com/kananginak-pootoogook
7. ↑  Invaluable. "Kananginak Pootoogook.". Accédé le 14 février 2025. https://www.invaluable.com/artist/pootoogook-kananginak-s7im0p1dqg/#ARTIST_DETAIL_INFO
8. ↑  Swinton, George. "Kananginak Pootoogook." The Canadian Encyclopedia. Publié le 3 avril 2012, modifié le 4 mars 2015. Accédé le 16 février 2025. https://www.thecanadianencyclopedia.ca/fr/article/kananginak-pootoogook
9. ↑  Marion Scott Gallery. "Kananginak Pootoogook." Marion Scott Gallery. Consulté le 16 février 2025. https://marionscottgallery.com/artist/kananginak-pootoogook/
10. ↑  Dorset Fine Arts. "Kananginak Pootoogook." Dorset Fine Arts. Accédé le 16 février 2025. https://www.dorsetfinearts.com/kananginak-pootoogook
11. 1 2  CBC News. "L'artiste inuit Kananginak Pootoogook décède." CBC News. Publié le 8 avril 2010. Consulté le 16 février 2025. https://www.cbc.ca/news/canada/north/inuit-artist-kananginak-pootoogook-dies-1.884459
12. ↑  Dorset Fine Arts. "Kananginak Pootoogook." Dorset Fine Arts. Consulté le 16 février 2025. https://www.dorsetfinearts.com/kananginak-pootoogook
13. ↑  Dorset Fine Arts. "Kananginak Pootoogook." Dorset Fine Arts. Consulté le 14 février 2025. https://www.dorsetfinearts.com/kananginak-pootoogook
14. ↑  Swinton, George. "Kananginak Pootoogook." L'Encyclopédie canadienne. Publié le 3 avril 2012. Accédé le 16 fevrier. https://www.thecanadianencyclopedia.ca/en/article/kananginak-pootoogook
15. ↑  Feheley Fine Arts. "Kananginak Pootoogook." Feheley Fine Arts. Accédé le 16 février 2025. https://feheleyfinearts.com/artists/kananginak-pootoogook/
16. ↑  Dorset Fine Arts. "Homepage." Dorset Fine Arts. Accédé le 16 février, 2025. https://www.dorsetfinearts.com/
17. ↑  Canada House Gallery. "Kananginak Pootoogook – RCA (1935–2010)." Canada House Gallery. Accédé le 16 février, 2025. https://canadahouse.com/collections/kananginak-pootoogook-rca-1935-2010
18. ↑  Marion Scott Gallery. "Kananginak Pootoogook to Receive National Aboriginal Achievement Award." Marion Scott Gallery. December 29, 2009. Accédé le 16 février. https://marionscottgallery.com/kananginak-pootoogook-to-receive-national-aboriginal-achievement-award/
19. ↑  Invaluable. "Kananginak Pootoogook.". Accédé le 16 février, 2025. https://www.invaluable.com/artist/pootoogook-kananginak-s7im0p1dqg/#ARTIST_DETAIL_INFO